# Língua de sinais de Madagáscar
A Língua de Sinais de Madagascar (em Portugal: Língua Gestual de Madagascar) é a língua de sinais (pt: língua gestual) usada pela comunidade surda de Madagascar.